# Aurelio
Aurelio  è un nome proprio di persona italiano maschile.

## Varianti
- Ipocoristici: Lelio
- Femminili: Aurelia[1][4]

### Variante in altre lingue
- Asturiano: Olayo[5]
- Catalano: Aureli[5]
- Ceco: Aurel[2]
- Francese: Aurèle[2]
- Latino: Aurelius[1][2][5][6]
- Lettone: Aurēlijs
- Lituano: Aurelijus[2]
- Polacco. Aureliusz[2]
- Portoghese: Aurélio[2]
- Rumeno: Aurel[2]
- Slovacco: Aurel[2]
- Sloveno: Avrelij
- Spagnolo: Aurelio[2][5]
- Svizzero tedesco: Oral[2]
- Tedesco: Aurel[2]
- Ungherese: Aurél[2]

## Origine e diffusione

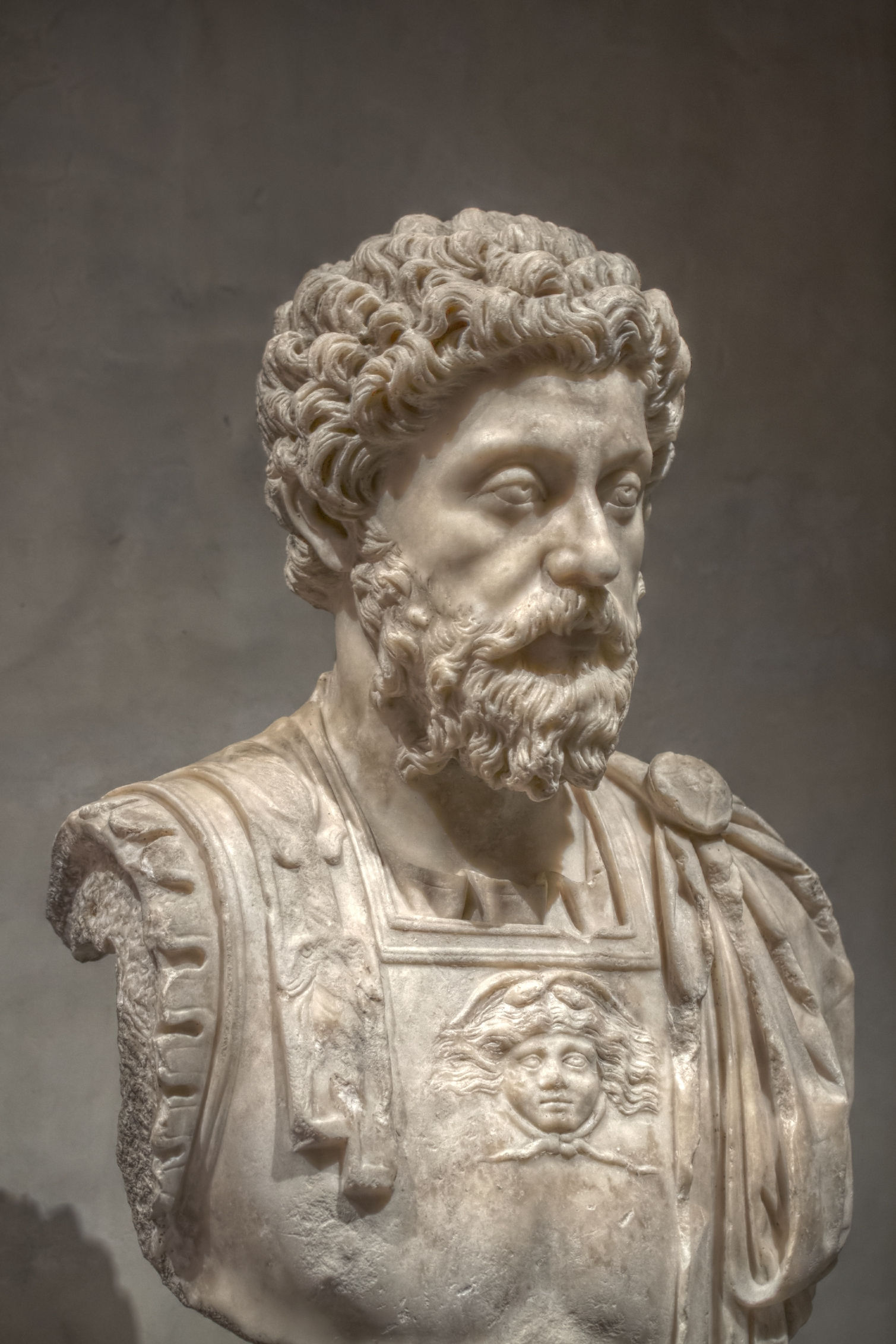
Busto di Marco Aurelio conservato al Museo Saint-Raymond

Riprende il cognomen romano Aurelius, portato dalla Gens Aurelia; frequentemente il nome viene ricondotto ai termini latini aurum ("oro") o aureus ("dorato", "brillante"), ma secondo altre fonti questa sarebbe una paretimologia, e Aurelius deriverebbe o da un diminutivo di auris ("orecchia", quindi "dalle piccole orecchie") o da Auselius, una latinizzazione del nome del dio sabino del sole Ausel (da cui anche il nome Aurora).
Divenne celebre per essere stato portato dall'imperatore romano Marco Aurelio, e venne riportato in voga in epoca rinascimentale, anche grazie al culto di vari santi così chiamati.
Il nome Aureliano è un suo derivato.

## Onomastico
L'onomastico può essere festeggiato in memoria di più santi, alle date seguenti:
- seconda domenica di maggio, sant'Aurelio Sabazio, martire, venerato a Gallicano nel Lazio[7]
- 20 luglio, sant'Aurelio, vescovo di Cartagine[4][7][8]
- 27 luglio, sant'Aurelio, martire con la moglie santa Natalia a Cordova sotto Abd al-Rahman II[8]
- 10 agosto, sant'Aurelio, martire, venerato a Cutigliano con sant'Ireneo[7]
- 28 agosto, beato Aurelio Ample Alcaide, sacerdote cappuccino, martire a Vinalesa[7]
- 13 settembre, beato Aurelio Maria Villalón Acebrón, religioso lasalliano, martire ad Almería[7]
- 9 novembre, sant'Aurelio, vescovo di Riditio[8]

## Persone
- Aurelio Eracliano, generale romano

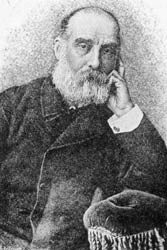
Aurelio Saffi

- Quinto Aurelio Simmaco, scrittore romano
- Aurelio delle Asturie, re delle Asturie
- Aurelio Brandolini, religioso e letterato italiano
- Aurelio de' Giorgi Bertola, poeta e scrittore italiano
- Aurelio De Laurentiis, imprenditore e dirigente italiano
- Aurelio Fierro, cantante e attore italiano
- Aurelio Lampredi, ingegnere italiano
- Aurelio Mancuso, attivista, giornalista e politico italiano
- Aurelio Milani, calciatore italiano
- Aurelio Peccei, imprenditore italiano
- Aurelio Saffi, patriota e politico italiano
- Aurelio Saliceti, politico e patriota italiano

### Variante Aurel

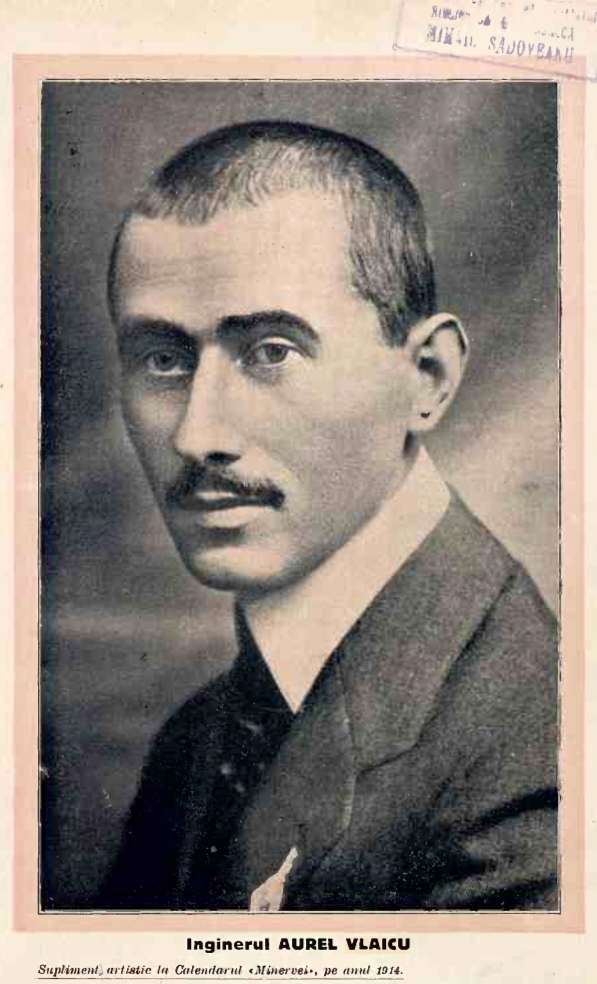
Aurel Vlaicu

- Aurel Milloss, danzatore, coreografo e regista italiano
- Aurel Popovici, politico e regista rumeno
- Aurel Stein, archeologo britannico
- Aurel Vlaicu, aviatore rumeno

### Variante Aurelius
- Aurelius Battaglia, illustratore, animatore e sceneggiatore statunitense

## Curiosità
- Aurelio, come il suo anagramma Eurialo, è uno dei pochi nomi di persona che comprende tutte le vocali.
- La Via Aurelia, antica via consolare romana iniziata alla metà del III secolo a.C., prende il nome dal console romano Aurelio Cotta. Da essa derivano il loro nome un quartiere, un suburbio e alcune zone urbanistiche di Roma (Aurelio Nord e Sud).
- Nel gioco del calcio l'Aurelio è il nome dato dal calciatore Rodrigo Taddei ad un dribbling (mostrato in una partita di Champions League il 18 ottobre 2006 allo stadio Karaiskákis), così chiamato in onore di Aurelio Andreazzoli, all'epoca collaboratore dell'allenatore Luciano Spalletti, che lo aveva incoraggiato a provarlo in partita.